# Gottesland
Der Begriff Gottesland bezeichnete im Alten Ägypten geographische Regionen, die östlich des Landes lagen, vor allem die Arabische Wüste und Punt. Er tritt seit der 11. Dynastie auf. Ab der 18. Dynastie wird er auch für den Libanon und Sinai gebraucht. Häufige Handelsprodukte des Gotteslandes sind Weihrauch, Harze, Gold und Hölzer. Als Hauptgötter gelten Hathor und Horus.